# Die Mondscheingasse
Die Mondscheingasse ist eine Novelle von Stefan Zweig aus dem Jahr 1922.

## Handlung
Der Erzähler, ein junger Deutscher, ist in einer kleinen französischen Hafenstadt gelandet und überbrückt die Wartezeit auf den verpassten Nachtzug nach Deutschland mit einem Spaziergang durch die mondbeschienenen Gassen des Hafenviertels. Er gerät in ein Vergnügungslokal, in dem sich die Kellnerin gleich ein Bier mitbestellt und sich neben den Gast setzt. Einen zweiten Gast behandelt die Prostituierte, die gut Deutsch spricht, ziemlich barsch und beschimpft ihn als Geizkragen. Die immer schärferen Angriffe auf den Gast werden dem Erzähler zu viel, und er verlässt das Lokal. Draußen in der Mondscheingasse tritt der Gast an den Erzähler heran und erzählt ihm seine Geschichte.
Die Kellnerin ist seine Frau. Vor vier Jahren noch hatten sie zusammen im hessischen Geratzheim gelebt. Damals war der Mann noch reich und hatte die sehr Arme zur Frau genommen. Um jedes Kleid, um jede Kleinigkeit hatte sie ihn bitten müssen. Das hatte ihm gefallen, und er hatte sie immer wieder um Geld betteln lassen. Eines Tages ist sie dann mit einem Soldaten nach Berlin durchgebrannt. Ihr Liebhaber hatte sie sitzen lassen. Der Mann ist ihr dann nach Berlin gefolgt und hatte später dann in Amsterdam ihre Rückkehr aus Argentinien abgewartet. Sie versöhnten sich miteinander, aber wegen einer Kleinigkeit – es ging wieder um Geld – kam es zum Streit, und die Frau verließ ihn zum zweiten Mal.
Nach Monaten fand der Mann seine Ehefrau in der Hafenstadt wieder. Von seinem letzten Geld hat er sich ein Messer gekauft. Er zeigt es dem Erzähler und bittet ihn, mit der Kellnerin zu sprechen. Der Erzähler findet bei Tageslicht die Mondscheingasse nicht wieder. Doch als er sich bei Mondschein zu Fuß vom Hotel zum Nachtzug begibt, kommt er an der Gasse vorbei. Der Mann steht wieder wartend vor dem Lokal. Der Erzähler erinnert sich an dessen Bitte und will ihm helfen. Im letzten Moment zaudert er aber: Er will seinen Zug erreichen. Als er weiter zum Bahnhof geht, sieht er, wie der Mann mit etwas Blinkendem in den Händen in die Kneipe stürmt.

## Verfilmung
In Édouard Molinaros Film „La Ruelle au clair de lune“ (deutscher Titel: Die Mondscheingasse) französische Premiere am 10. November 1988, der sich streckenweise an den Text anlehnt, spielen Michel Piccoli, Niels Arestrup und Marthe Keller.

## Textausgaben
- Stefan Zweig: Die Mondscheingasse. In: Novellen. Bd. 2, S. 295–317. 3. Aufl. Aufbau-Verlag, Berlin 1986.
- Stefan Zweig: Die Mondscheingasse. Gesammelte Erzählungen. (Brennendes Geheimnis. Geschichte in der Dämmerung. Angst. Der Amokläufer. Brief einer Unbekannten. Die Frau und die Landschaft. Die Mondscheingasse. Phantastische Nacht. Untergang eines Herzens. Verwirrung der Gefühle. Vierundzwanzig Stunden aus dem Leben einer Frau. Buchmendel. Leporella. Die gleich-ungleichen Schwestern. Schachnovelle). Fischer, Frankfurt am Main 1989. (Fischer Taschenbuch. 9518.) ISBN 3-596-29518-1